# Panabo
Panabo est une municipalité de la province du Davao du Nord, aux Philippines.
Sa population est de 174 364 habitants au recensement de 2010 sur une superficie de 251 km2 subdivisée en 40 barangays.